# Catedral de Santa María la Virgen y San Nicolás (Seúl)
La Catedral de Santa María la Virgen y San Nicolás o bien la Catedral anglicana de Seúl (en coreano: 성공회 서울주교좌대성당) es una catedral anglicana en Seúl, Corea del Sur, y es la iglesia madre, tanto de la Iglesia Anglicana de Corea como de la Diócesisa anglicana de Seúl. La construcción del edificio comenzó en 1924, la catedral es famosa por su arquitectura de estilo románico, junto con sus murales de mosaico. En 1985, un tubo de órgano Harrison & Harrison fue instalado en la catedral en el extremo oeste. La expansión de la catedral se inició en 1991 y se terminó en 1996.